# War at the Warfield
 (novembre 2018).
Si vous disposez d'ouvrages ou d'articles de référence ou si vous connaissez des sites web de qualité traitant du thème abordé ici, merci de compléter l'article en donnant les références utiles à sa vérifiabilité et en les liant à la section « Notes et références ».
Albums de Slayer
Live Intrusion
(1995) Still Reigning
(2004)
War at the Warfield est le premier DVD de Slayer, sorti en 2003.

## Contenu
Il montre le concert s'étant déroulé durant la tournée de God Hates Us All, au Warfield Theatre de San Francisco, le 7 décembre 2001, et propose un documentaire sur le groupe nommé Fans Rules ainsi que le clip de Bloodline et une galerie d'images.

## Liste des titres joués
- Darkness of Christ (intro)

1. Disciple
2. War Ensemble
3. Stain of Mind
4. New Faith
5. Postmortem
6. Raining Blood
7. Hell Awaits
8. Here Comes the Pain
9. Die by the Sword
10. Dittohead
11. Bloodline
12. God Send Death
13. Dead Skin Mask
14. Seasons in the Abyss
15. Captor of Sin
16. Mandatory Suicide
17. Chemical Warfare
18. South of Heaven
19. Angel of Death